# Fly (álbum de Yoko Ono)
Fly (estilizado como fly) es el segundo álbum de Yoko Ono. Fue producido por John Lennon y Ono y lanzado en marzo de 1971, sólo tres meses después de su anterior álbum. La edición original del álbum vanguardista venía empaquetado en una caja que se abría simulando un libro el cual contenía un póster de tamaño completo y una postal para ordenar el libro Grapefruit. El álbum contiene canciones notables como "Midsummer New York" y "Ms. Lennon" las cuales fueron lanzadas como sencillos, "Hirake" la cual es una versión alternativa de "Open Your Box" y "Don't Worry, Kyoko (Mummy's Only Looking For Her Hand in the Snow)" dedicada a la hija de Ono, Kyoko Cox.
La canción "Airmale" sirvió además como banda sonora para la película de John Lennon Erection, mientras que "Fly" fue utilizada para la película de Ono Fly.

## Lista de canciones
Todas las canciones fueron escritas por Yoko Ono.

### Lado A
1. "Midsummer New York" – 3:51
2. "Mind Train" – 16:52

### Lado B
1. "Mind Holes" – 2:47
2. "Don't Worry, Kyoko (Mummy's Only Looking for Her Hand in the Snow)" 4:55
3. "Mrs. Lennon" – 4:12
4. "Hirake" – 3:31
5. "Toilet Piece/Unknown" – 0:30
6. "O'Wind (Body Is the Scar of Your Mind)" – 5:22

### Lado C
1. "Airmale" – 10:43
2. "Don't Count the Waves" – 5:24
3. "You" – 8:59

### Lado D
1. "Fly" – 22:52
2. "Telephone Piece" – 0:37

### Pistas adicionales
1. "Between the Takes" – 1:58
2. "Will You Touch Me" – 2:45

## Personal
- Yoko Ono – voz, claves en "Airmale" y "Don't Count The Waves"
- John Lennon – guitarra, piano, órgano
- Klaus Voorman – bajo, guitarra, campanas en "Mrs Lennon", timbal en "O'Wind", percusiones en "Don't Count The Waves"
- Bobby Keyes – claves en "O'Wind"
- Eric Clapton – guitarra en "Don't Worry Kyoko"
- Jim Keltner – batería, tuned drum, tabla, percusiones
- Ringo Starr – batería en "Don't Worry Kyoko"
- Jim Gordon – batería en "Hirake", tabla on "O'Wind"
- Chris Osborne – dobro en "Midsummer New York", "Mind Train"

- Datos: Q616152